# Lāčplēsis (bier)
Lāčplēsis is een Lets biermerk. Het bier wordt gebrouwen in brouwerij Līvu Alus in Liepāja. 
Het bier werd voor de eerste maal op kleine schaal gebrouwen in 1948 in brouwerij Lāčplēša Alus in Lielvārde. In 2008 werd deze brouwerij gesloten en de productie overgeheveld naar de brouwerij in Liepāja.

## Varianten
- Pilzenes, blond bier, type pils, met een alcoholpercentage van 4,2%
- Ekstra, blond bier met een alcoholpercentage van 5,4%
- Dzintara, amberkleurig bier met een alcoholpercentage van 4,8%
- Premium, blond bier met een alcoholpercentage van 5,2%
- Gaišais, blond bier met een alcoholpercentage van 5,8%
- Dižalus, blond bier met een alcoholpercentage van 7,3%
- 3 Iesalu, donker amber bier met een alcoholpercentage van 5,8%
- Dzīvs, blond ongefilterd bier met een alcoholpercentage van 5,5%
- Bezalkoholiskais, blond alcoholarm bier met een alcoholpercentage van 0%